# تمپو (ترانه اکسو)
«تمپو» (به انگلیسی: Tempo) ترانه‌ای از گروه پسرانه کره‌جنوبی-چینی اکسو است که در ۲ نوامبر ۲۰۱۸ به‌عنوان تک‌آهنگ لید پنجمین آلبوم استودیویی گروه، ریتمم را بهم نزن (۲۰۱۸) منتشر شد. موزیک ویدئو ترانه در همان روز منتشر شد. نسخه چینی با همراهی عضو گره، لی است که از زمان «برای زندگی» (۲۰۱۶) در وقفه طولانی بوده‌است.